# Marco Coetzee
Marco Coetzee (29 de enero de 1993) es un deportista sudafricano que compite en lucha libre. Ganó una medalla de bronce en el Campeonato Africano de Lucha de 2013.

## Palmarés internacional
| Campeonato Africano | Campeonato Africano | Campeonato Africano | Campeonato Africano |
| Año                 | Lugar               | Medalla             | Categoría           |
| ------------------- | ------------------- | ------------------- | ------------------- |
| 2013                | Yamena ()           | Medalla de bronce   | 55 kg               |